# Zwart soldaatje
Het zwart soldaatje (Cantharis rustica) is een keversoort uit de familie van de soldaatjes (Cantharidae). De soort komt wijdverspreid in Europa voor.

## Uiterlijke kenmerken
Het zwart soldaatje heeft een lichaamslengte tussen de 9 en 12,5 millimeter. De kop en antennes zijn zwart, met uitzondering van de oranjerode monddelen en eerste twee à drie antennesegmenten. Het halsschild is oranjerood aan de randen en heeft in het midden een zwarte vlek. De dekschilden zijn zwart. De poten zijn zwart, met uitzondering van de oranjerode dijbenen. De onderzijde is oranjerood, net als de bovenzijde van het achterlijf. Deze steekt vaak in een punt onder de dekschilden uit.

### Gelijkende soorten
Voor Nederland heeft het Nederlands Soortenregister de benaming zwart soldaatje vastgesteld voor deze soort. Ook voor andere soorten wordt deze naam gebruikt, al dan niet terecht.
Het zwart soldaatje lijkt sterk op het donker soldaatje (C. fusca), dat gemiddeld wat groter is. Deze soort heeft echter geheel zwarte poten en de zwarte vlek op het borstschild raakt meestal de voorrand. Het soortenregister geeft aan dat voor het donker soldaatje meerdere namen gebruikt worden, waaronder ook zwart soldaatje.

## Levenswijze
Het zwart soldaatje leeft in gebieden met hoog gras en open bosgebieden. Zowel de larven als de volwassen kevers leven van allerlei insecten, die ze voornamelijk bejagen op bloemen. De kevers vliegen van midden mei tot eind juni.